# 連邦軍ビッグバンド
連邦軍ビッグバンド（れんぽうぐんビッグバンド、ドイツ語：Big Band der Bundeswehr、略称：BigBandBw）は、1971年にドイツ連邦軍が編成したビッグバンド。

## 概要
当時、連邦国防大臣であったヘルムート・シュミット主導の下で創設された連邦軍ショー・オーケストラである。
ヘルベルト・シュミットはこれ自体を「現代軍のための現代音楽」と称した。バンドはオイスキルヒェンのメルカトル兵営を拠点に、年間を通じて全ドイツで活動し、とくにチャリティー公演に力を入れている。また、テレビ出演や国外公演も行っている。
初公演は1972年5月26日に80,000人の観客が集まったミュンヘン・オリンピアシュタディオンのこけら落としで行われた。この公演は引き続いて開催された西ドイツ対ソビエト連邦の国際サッカー親善試合とともにテレビ中継された。
洗練されたステージ・ショーは連邦軍ビッグバンドの大きな特徴でもある。バンドの構成員たちは毎年一回以上の衛生兵教育を受け、有事には副次的な業務として衛生兵任務に携わる。

## 歴代バンドリーダー
- ギュンター・ノリス、de:Günter Noris (1971年 - 1983年)
- ハインツ・シファー中佐、Heinz Schiffer (1983年 - 1991年)
- ロベルト・クーカルツ中佐、Robert Kuckertz (1991年 - 2001年)
- ミヒャエル・オイラー中佐、Michael Euler (2001年 - 2008年)
- クリストフ・リーダー中佐、Christoph Lieder (2008年 - )